# Sovannaphum
Suvarṇabhūmi (tiếng Phạn: सुवर्णभूमि; tiếng Pali: Suvaṇṇabhūmi) là một từ liên quan đến địa danh học, xuất hiện trong nhiều nguồn văn học cổ Ấn Độ và các văn bản Phật giáo như Mahavamsa, một số câu chuyện về các sử thi tiền thân của Milinda Panha và Ramayana.
Mặc dù vị trí chính xác của nó vẫn chưa được biết và vẫn còn là một vấn đề tranh luận, nhưng Suvarṇabhūmi là một cảng quan trọng dọc theo các tuyến đường thương mại chạy qua Ấn Độ Dương, khởi hành từ các cảng giàu có ở Basra, Ubullah và Siraf qua Muscat, Malabar, Ceylon, Nicobars, Kedah và tiếp tục đi qua eo biển Malacca đến Suvannabhumi huyền thoại.

## Lịch sử

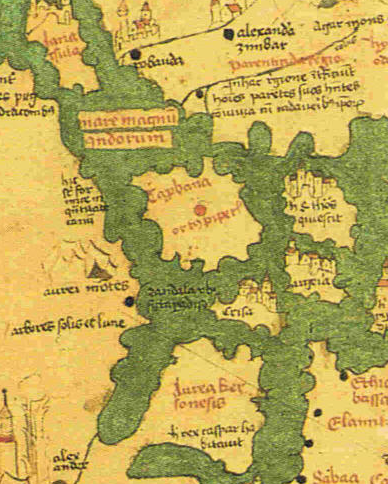
Crisa và Aureia, Quần đảo Vàng, gần Aurea Chersonese, Bán đảo Vàng, gần Java ở Ấn Độ Dương, trên bản đồ của Andreas Walsperger, khoảng năm 1448

Suvanabhumi có nghĩa là 'vùng đất vàng' hoặc 'vùng đất vàng' và các nguồn cổ xưa đã liên kết nó với một trong nhiều địa điểm trên khắp khu vực Đông Nam Á.
Nó cũng có thể là nguồn gốc của khái niệm phương Tây về Aurea Regio trong tác phẩm Ấn Độ xuyên sông Hằng của Claudius Ptolemy hay Ấn Độ bên kia sông Hằng và Golden Chersonese của các nhà địa lý và thủy thủ người Hy Lạp và La Mã. Periplus the Erythraean Sea đề cập đến Land of Gold, Chryse, và mô tả nó là "một hòn đảo trong đại dương, điểm cực xa nhất về phía đông của thế giới có người ở, nằm dưới chính mặt trời mọc, được gọi là Chryse... Ngoài đất nước này... có một thành phố nội địa rất vĩ đại tên là Thina". Dionysius Periegetes đề cập: "Hòn đảo Chryse (Vàng), nằm ở chính điểm mọc của Mặt trời".
Hoặc như Priscian đã nói trong bản tái hiện nổi tiếng của ông về Periegetes: "nếu con tàu của bạn đưa bạn đến nơi mặt trời mọc trả lại ánh sáng ấm áp của nó, thì bạn sẽ được nhìn thấy Isle of Gold với vùng đất màu mỡ của nó." Avienius đề cập đến Insula Aurea (Đảo Vàng) nằm ở nơi "biển Scythia tạo nên Bình minh". Josephus nói về "Aurea Chersonesus", mà ông đánh đồng với Ophir trong Kinh thánh, từ đó các con tàu của Tyre và Israel mang vàng về cho Đền thờ Jerusalem. Thành phố Thina được mô tả bởi Ptolemy's Địa lý là thành phố thủ đô của đất nước trên bờ biển phía đông của Magnus Sinus (Vịnh Thái Lan).

## Vị trí địa lý
Vị trí của Suvannabhumi đã là chủ đề của nhiều cuộc tranh luận, cả trong các chương trình nghị sự học thuật và dân tộc chủ nghĩa. Nó vẫn là một trong những địa danh huyền thoại và gây tranh cãi nhất trong lịch sử châu Á. Các học giả đã xác định hai khu vực có thể là địa điểm của Suvannabhumi cổ đại: Đông Nam Á hải đảo hoặc Nam Ấn Độ. Trong một nghiên cứu về các nguồn tài liệu khác nhau về vị trí của Suvannabhumi, Saw Mra Aung đã kết luận rằng không thể đưa ra kết luận chắc chắn về điều này và chỉ có nghiên cứu khoa học kỹ lưỡng mới có thể tiết lộ phiên bản nào trong số một số phiên bản của Suvannabhumi là bản gốc.
Một số người đã suy đoán rằng quốc gia này đề cập đến Vương quốc Phù Nam. Cảng chính của Phù Nam là Cattigara Sinarum statio ( Kattigara cảng Sinae)
Do nhiều yếu tố, bao gồm việc thiếu bằng chứng lịch sử, thiếu sự đồng thuận về mặt học thuật, các nền văn hóa khác nhau ở Đông Nam Á xác định Suvannaphum là một vương quốc cổ đại ở đó và tuyên bố hậu duệ chính trị và sắc tộc là những người kế vị. Vì không có tuyên bố hoặc truyền thuyết nào như vậy tồn tại trước khi dịch và xuất bản các Sắc lệnh, các học giả coi những tuyên bố này dựa trên chủ nghĩa dân tộc hoặc nỗ lực tuyên bố danh hiệu Phật tử đầu tiên ở Đông Nam Á.